# Fyzikální pole
Pole je ve fyzice forma hmoty, odlišná od látky, zprostředkující silové působení mezi látkovými částicemi nebo jimi tvořenými vázanými soustavami (např. gravitační pole, elektrické pole, magnetické pole, pole jaderných sil, atp.). Vlastnosti fyzikálních polí v tomto smyslu popisujeme makroskopicky pomocí fyzikálních veličin charakterizujících toto silové působení, či kvantově jako výměnu zprostředkujících (intermediálních) polních částic.
V jiném slova významu (spíše matematickém než fyzikálním) se polem rozumí prostorové rozložení určité fyzikální veličiny, kdy je každému bodu prostředí přiřazena hodnota fyzikální veličiny, přičemž se může jednat i o rozložení této veličiny v látce. Příkladem může být atmosféra jako pole s měnící se hustotou, či teplotní pole v nerovnoměrně zahřátém tělese. K charakteristice pole jakožto rozložení veličiny se s výhodou využívají diferenciální operátory jako gradient (pro pole skalární veličiny), divergence a rotace (oba pro veličiny vektorové).

## Matematický popis
Z matematického hlediska je pole funkcí (skalární, vektorovou, tenzorovou apod.), která nabývá v každém bodě prostoru určité hodnoty. Uvedená funkce může (ale nemusí) přímo souviset s nějakou sledovanou fyzikální veličinou.
V klasické fyzice obvykle tato funkce přímo souvisí se sledovanou veličinou (např. s hustotou) – taková pole bývají také označována jako klasická.
V kvantové teorii se místo funkcí používají operátory, tzn. v každém bodě prostoru je danému poli přiřazen určitý operátor (např. Hamiltonův operátor). Tato pole bývají také označována jako kvantová.
Podle charakteru veličiny se rozlišují
- skalární pole
- vektorové pole
- tenzorové pole
- spinorové pole

Prostor, na kterém je pole definováno, může být zaveden velmi obecně. V klasické fyzice jde nejčastěji o běžný Eukleidovský prostor (tedy tři prostorové souřadnice) a čas. V relativistické fyzice se používá Minkowského prostoročas (obvykle pro potřeby speciální teorie relativity) nebo zakřivený prostoročas (v obecné teorii relativity).
Protože stav pole je popsán hodnotou veličiny v nekonečně mnoha bodech prostoru, je pole význačným případem systému s nekonečně mnoha stupni volnosti.

## Příklady teorií založených na polním popisu
V klasické fyzice se polní popis nejprve rozvinul v mechanice kontinua (např. pole rychlostí, pole tenzoru deformace a podobně). Pole je zde ale chápáno pouze jako vhodný prostředek k popisu „kontinua“, a ne jako samostatně existující objekt.
Velmi podobný matematický aparát se později uplatnil při popisu elektrického pole, magnetického pole, a Maxwellovou teorií sjednoceného elektromagnetického pole. V těchto teoriích už má pole samostatnější postavení a vyplňuje „jinak prázdný“ prostor.
Do polního popisu byla převedena i Newtonova teorie gravitace (gravitační pole). V obecné teorii relativity je význačné pole tenzoru energie a hybnosti, které popisuje veškerou hmotu, ale samotná gravitace se projevuje zakřivením prostoročasu.
Ve 20. století s rozvojem kvantové teorie byla vytvořena kvantová teorie pole. V rámci studia kvantovaných polí vzniklo i několik dalších modelů pole
- Kleinovo–Gordonovo pole
- Diracovo pole

## Konzervativní a nekonzervativní pole
Pole potenciálních sil se označuje jako konzervativní (potenciálové nebo potenciální) pole. Pokud se jedná o pole disipativních sil, označuje se jako nekonzervativní.
Jako příklad lze v prostoru uvažovat vektorové silové pole, tedy takové silové pole, kdy v každém místě prostoru působí na hmotný bod síla jednoznačně určená velikostí a směrem. Pro přesunutí hmotného bodu z místa A do místa B po dráze {\displaystyle s} je třeba vykonat určitou práci {\displaystyle W}. Předpokládejme nyní, že se hmotný bod přesune z místa B do místa A (tedy zpět do původní pozice) po jiné dráze {\displaystyle s^{\prime }}, přičemž se vykoná práce {\displaystyle W^{\prime }}. Hmotný bod tak vykoná pohyb po uzavřené dráze, která je tvořena drahami {\displaystyle s} a {\displaystyle s^{\prime }}.
Pokud platí
{\displaystyle W=-W^{\prime }},
pak je celková práce po uzavřené dráze nulová, tzn.
{\displaystyle W+W^{\prime }=0}
Body A a B byly zvoleny libovolně, což znamená, že v takovém poli nezávisí práce na dráze, kterou musí hmotný bod projít, ale pouze na počáteční a konečné poloze. Taková pole se nazývají konzervativní (potenciálová). V konzervativním poli platí zákon zachování mechanické energie. Celková mechanická energie konzervativní soustavy zůstává stálá. Obvykle také nemluvíme o konzervativním poli, ale pouze o konzervativních silách.
Mezi konzervativní pole patří např. gravitační pole. Konzervativními jsou všechna silová pole, která jsou homogenní (konstantní v prostoru, tzn. působící síly mají v každém bodě stejný směr i velikost) a také všechna pole centrálních sil.
Pokud neplatí předchozí vztah, pak
{\displaystyle W\neq -W^{\prime }}
V takovém případě obvykle dochází během pohybu hmotného bodu ke ztrátám energie, většinou v důsledku nějaké odporové síly. Hmotný bod se tedy do původního místa vrací s jinou energií. Zákon zachování mechanické energie již neplatí, neboť mechanická energie se změnila v jiný typ energie (např. teplo nebo deformační energii apod.). Takové pole (a jeho síly) je nekonzervativní. Pro nekonzervativní pole tedy platí
{\displaystyle W+W^{\prime }\neq 0}
Pokud v nekonzervatimním poli platí
{\displaystyle W+W^{\prime }<0},
pak se hovoří o poli disipativním. Práce vykonaná disipativními silami při pohybu hmotného bodu je tedy záporná. Při pohybu v disipativním poli se tedy kinetická energie hmotného bodu snižuje.
Pokud sledujeme pohyb hmotného bodu v gravitačním poli, přičemž nezanedbáváme odpor vzduchu, dochází k disipaci (ztrátám) energie a pohyb se zpomaluje. Výsledné silové působení již není konzervativní.
Pokud mechanická práce v konzervativním silovém poli nezávisí na dráze, po níž se hmotný bod pohybuje, ale pouze na počáteční a konečné poloze, pak lze místo vektorového pole použít skalární pole. Tato veličina se pak nazývá potenciál.

## Homogenní pole
Za homogenní je pole považováno tehdy, má-li veličina, která pole popisuje, v každém bodě prostoru stejnou hodnotu.
Např. pro homogenní gravitační pole mají vektory intenzity gravitačního pole v každém bodě prostoru stejnou velikost a jsou rovnoběžné a mají stejný směr (orientaci).

## Centrální pole
Pole s potenciálem {\displaystyle U(r)}, který závisí pouze na vzdálenosti {\displaystyle r} od určitého bodu, tzv. centra, se nazývá centrální nebo také radiální či sféricky symetrické.
Pro sílu působící v centrálním poli platí
{\displaystyle \mathbf {F} =-{\frac {\partial U(r)}{\partial \mathbf {r} }}=-U^{\prime }(r){\frac {\mathbf {r} }{r}}},
kde čárkou je označena derivace podle {\displaystyle r}.
Velikost této síly závisí pouze na vzdálenosti od centra a její směr je shodný se směrem spojnice centra a vyšetřovaného bodu. Tato síla bývá označována jako centrální síla.
Příkladem centrálního pole je gravitační pole hmotného bodu nebo síla lineární pružiny.
Pohyb v poli centrálních sil bývá také označován jako centrální pohyb.